# 제국친위대 용기병연대
제국친위대 용기병연대(프랑스어: Dragons de la Garde impériale)는 프랑스 제1제국 제국친위대의 중기병 연대 중 하나였다. 1805년 울름 전역에서 전열의 용기병연대가 큰 활약을 하자 이를 본 나폴레옹 1세가 용기병들로 이루어진 친위연대를 구성하기로 하여 1806년 4월 15일 창설되었다. 달리 부르는 명칭으로 황후의 용기병대(프랑스어: Dragons de l'Impératrice)이라고도 했는데, 여기서 황후란 조제핀 드 보아르네를 말한다. 부르봉 왕정복고가 되자 프랑스 왕립군단 용기병대(프랑스어: Corps royal des Dragons de France)로 개칭하였으나 얼마 못 가 해산되었다. 프랑스 제2제국 때 같은 이름의 부대가 부활하기도 했다.